# Nicolas Denis
Pour les articles homonymes, voir Nicolas Denys.
Nicolas Denis (né le 30 août 1967) est une personnalité française du monde de la finance. Depuis le 1er janvier 2024, il est directeur général de Crédit agricole assurances.
Depuis 2003, il a évolué au sein du groupe Crédit agricole en occupant successivement différentes fonctions de direction.

## Biographie

### Formation
Né le 30 août 1967 à Clichy, il réalise ses études secondaires au lycée Jean-Baptiste-Say puis entre en classe préparatoire scientifique au lycée Henri-IV avant d'intégrer l'École nationale de la statistique et de l'administration économique (ENSAE), dont il sort diplômé en 1991. Au cours de ses études supérieures, il est notamment président de la « Junior-Entreprise » de l'ENSAE. Il est également diplômé de l'Institut des actuaires français (IAF promotion 1991) et du Centre des hautes études d'assurances (CHEA).

### Carrière
Il commence sa carrière en 1990 à la Compagnie bancaire (ultérieurement intégrée au sein de BNP Paribas), puis rejoint en 1992 GPA Assurances, d'abord en tant qu'actuaire, puis en tant que responsable du marketing. GPA est absorbée peu de temps après par le groupe Generali.
En 1998, il entre chez Finaref, alors filiale de PPR, qui deviendra en 2003 la filiale du Crédit agricole dédiée au crédit à la consommation,. À ce poste, il développe l’activité d’assurance, puis est nommé en 2004 directeur marketing, avant de devenir directeur commercial,. En 2008, il devient directeur général adjoint de la Caisse régionale Crédit Agricole Centre Est. À ce poste, il supervise notamment les activités de banque privée, de développement de la clientèle, des ressources humaines et de la communication. En 2013, il devient directeur général adjoint de LCL, puis en 2016 directeur général de la Caisse régionale de Crédit Agricole de Normandie-Seine, qui rassemble alors environ 1 800 collaborateurs et 150 agences,. Il occupe ce poste pendant sept ans, jusqu'en 2023, dans une période notamment marquée par la transformation numérique des banques de réseau. À partir de 2017, il occupe en parallèle plusieurs mandats de direction au sein du groupe Crédit agricole,.
Le 1er mars 2023, il est nommé directeur général délégué de Crédit agricole assurances, dont il devient ainsi le second dirigeant effectif, entre au comité exécutif du groupe Crédit agricole et prend la direction générale de Predica. Quelques mois plus tard, le 1er janvier 2024, il devient directeur général de Crédit agricole assurances, prenant ainsi la succession de Philippe Dumont.